# منتخب غوام لكرة السلة
منتخب غوام لكرة السلة (بالإنجليزية: Guam national basketball team)‏ هو ممثل غوام الرسمي في المنافسات الدولية في كرة السلة . تأسس في 1974.